# Iracka Rada Zarządzająca
Iracka Rada Zarządzająca − złożony z Irakijczyków organ centralny, powołany po zakończeniu II wojny w Zatoce Perskiej przez wojska okupacyjne i im podlegający, mający za zadanie zarządzanie Irakiem do czasu powołania stałego rządu. Rada funkcjonowała od 13 lipca 2003 do 1 czerwca 2004 roku. Składała się z 13 Arabów-szyitów, 5 Arabów-sunnitów, 5 Kurdów-sunnitów, 1 Turka i 1 Asyryjczyka-chrześcijanina.

## Skład
- Samir Szakir Mahmud
- Sondul Czapuk
- Ahmad al-Dżalabi
- Nasir al-Dżadirdżi
- Adnan Badżahdżi
- Muhammad Bahr al-Ulum (dobrowolnie zawiesił członkostwo 30 sierpnia 2003)
- Massud Barzani
- Dżalal Talabani
- Abd al-Aziz al-Hakim
- Ahmad al-Barak
- Ibrahim al-Dżafari
- Radża Habib al-Chuzai
- Akila al-Haszimi (zginęła w zamachu 25 września 2003); 8 grudnia 2003 zastąpiona przez Salamę al-Chufadżi)
- Junadim Kana
- Salah ad-Din Baha ad-Din
- Mahmud Usman
- Hamid Madżid Musa
- Ghazi Maszal Adżil al-Jawar
- Izz ad-Din Salim (zginął w zamachu 17 maja 2004)
- Muhsin Abd al-Hamid
- Ijad Allawi
- Wa'il Abd al-Latif
- Muwafak al-Rabii
- Dara Nur Alzin
- Abd al-Karim Mahud al-Muhammadawi

## Przewodniczący Irackiej Rady Zarządzającej
- Muhammad Bahr al-Ulum (13-31 lipca 2003)
- Ibrahim al-Dżaafari (1-31 sierpnia 2003)
- Ahmad Czalabi (1-30 września 2003)
- Ijad Allawi (1-31 października 2003)
- Dżalal Talabani (1-30 listopada 2003)
- Abd al-Aziz al-Hakim (1-31 grudnia 2003)
- Adnan al-Badżahdżi (1-31 stycznia 2004)
- Muhsin Abd al-Hamid (1-29 lutego 2004)
- Muhammad al-Bahr (1-31 marca 2004)
- Massud Barzani (1-30 kwietnia 2004)
- Izz ad-Din Salim (1-17 maja 2004)
- Ghazi Maszal Adżil al-Jawar (17 maja-28 czerwca 2004)